# فريدريك كارستنسن
فريدريك كارستنسن (بالدنماركية: Frederik Carstensen)‏ هو لاعب كرة قدم دنماركي، ولد في 9 أبريل 2002 في Virklund ‏ في الدنمارك.

## وصلات خارجية
- فريدريك كارستنسن على موقع قاعدة بيانات كرة القدم.إي يو (الإنجليزية)
- فريدريك كارستنسن على موقع Soccerway.com (الإنجليزية)